# Pravni akt
Pravni akt je dejanje, ki ima pravne posledice; torej spremeni pravni položaj posameznika oz. pravne osebe.
Tipični pravni akt je upravna odločba (npr. odločba inšpektorja), s katero upravni organ odloči o pravicah, obveznostih in pravnih koristih posameznika oz. pravne osebe. Ali pa najemna pogodba, sodna odločba ali tudi dejanje, s katerim nekdo drugemu povzroči škodo, tako da po samem zakonu nastane odškodninska obveznost.

## Sprememba v pravnem položaju
Bistveno za pravni akt je torej povzročitev pravnih posledic; pravni položaj posameznika - njegove pravice in obveznosti - se spremenijo. Spremembo lahko vidimo kot poseg v naše pravice, zato je zoper praktično vsak pravni akt zagotovljeno pravno varstvo. Tako tudi določa Ustava RS v 25. členu (pravica do pravnega sredstva): Vsakomur je zagotovljena pravica do pritožbe ali drugega pravnega sredstva proti odločbam sodišč in drugih državnih organov, organov lokalnih skupnosti in nosilcev javnih pooblastil, s katerimi ti odločajo o njegovih pravicah, dolžnostih ali pravnih interesih. 
Pravnih posledic pa ne povzroča materialni akt (ali tudi realni akti). Materialni akti so v glavnem vmesna procesna dejanja: to da nas policist ustavi, da nam je vloga vročena, ali da pri sodišču podamo ustno izjavo. Spremembo pravnega položaja zakoliči šele končna odločba (npr. sodba sodišča ali policijski kaznovalni nalog), ki pa je pravni akt in zato se zoper njega lahko tudi pritožimo.

## Vrste
Pravni akti so lahko zasebnopravne ali javnopravne (in seveda mešane) narave:
- javnopravne akte bolj ali manj enostransko oblikuje državni organ, organ lokalne skupnosti ali nosilec javnega pooblastila. Pri tem uporablja oblastne pravice, ki ostalim (zasebnikom) niso na voljo. Javnopravni akti zasledujejo javni interes. Učinkujejo proti vsem naslovljencem (jih določi akt sam); ne le proti strankam, ki so ga sprejele.
- zasebnopravni akt sprejmejo stranke s soglasjem, so torej enakovredne ali, pravniško, prirejene. Učinkuje le med njimi (inter partes), izjemoma tudi za tretje osebe, ki niso sodelovale pri sprejemu akta.
- pravni akti mešane narave vsebujejo določene elemente javnega prava (npr. koncesija ali akt o ustanovitvi javnega zavoda, pri kateri sodeluje tudi zasebnik). Glede teh elementov je država priviligirana; zasebnik se mora prilagoditi javnemu interesu.

Spet druga delitev: pravni akti so v glavnem splošni in abstraktni ter posamični in konkretni:
- splošni pravni akt naslovljencev ne imenuje poimensko, ampak jih opiše po bistvenih značilnostih (zakon)
- posamični pravni akt naslovljence nasprotno imenuje poimenonsko (sodba)
- abstraktni pravni akt ureja celo sorto situacij z določeni bistvenimi znaki (zakon - kdor drugemu povzroči škodo - škoda je lahko v mnogih oblikah)
- konkretni pravni akt nasprotno uleja le eno, konkretno situacijo (npr. sodba v tej in tej zadevi)

Kot rečeno, večina splošnih aktov je hkrati tudi abstraktnih (zakon ureja neko splošno situacijo za vse prebivalce), večina posamičnih aktov pa hkratni konkretnih (sodba zadeva to in to osebo glede te in te peripetije). 
Splošni in konkretni pravni akt je denimo Zakon o odpravi posledic suše, ki ureja konkretno nesrečo, a splošno opisuje upravičence. Posamični in abstraktni pravni akt je teoretično manj obdelan in v praksi redek: npr. poslovnik parlamenta, ali ustanovni akt določene pravne osebe. Teorija ga kot takega ne obravnava preveč.
Vrsta akta določa pravno varstvo posameznika, ki so mu z aktom kršene pravice:
- zoper splošne pravne akte postopek presoje ustavnosti in zakonitosti
- zoper posamične pravne akte pa najprej pravno sredstvo (redno in izredno) in šele potem ustavna pritožba.

Oba postopka se vodita pred Ustavnim sodiščem Republike Slovenije.